# Primary Rate Interface
Primary Rate Interface (PRI) jest jednym z rodzajów dostępu do ISDN.

## System T1 vs. E1
W Ameryce Północnej i Japonii jest używany system T1 składający się z 23 kanałów B i jednego kanału D, który odpowiada przepustowości linii T1. Europa, Australia i znaczna część świata używa nieco szybszego systemu E1, który zawiera 30 kanałów B, jeden kanał synchronizacyjny i jeden kanał D.

## PRI vs.BRI
W technologii ISDN istnieją dwa rodzaje usług: Basic Rate Interface (BRI), który jest przeznaczony dla użytkowników prywatnych i małych firm, i Primary Rate Interface (PRI) przeznaczony dla większych przedsiębiorstw. Każdy kanał B przesyła dane, głos i inne usługi. Kanał D przenosi sygnały sterujące połączeniem. BRI zawiera dwa kanały B o przepustowości 64 kbit/s i jednego kanału D 16 kbit/s, przez to osoby używające BRI mogą mieć przepustowość do 128 kbit/s. 
Primary Rate Interface zawiera 23 kanały B i jeden kanał D używając linii T1 albo 30 kanałów B i jeden kanał D używając linii E1. Dzięki temu linia T1 osiąga przepustowość 1544 kbit/s, a E1 2048 kbit/s.

## Zastosowanie
PRI jest często stosowany w średnich i dużych przedsiębiorstwach z centralą abonencką (PBX) zapewniając cyfrowy dostęp do PSTN. Kanały B mogą być dowolnie zmieniane aby sprostać różnym wymaganiom np. wideokonferencji.